# Antonio Cortijo Ocaña
Antonio Cortijo Ocaña (* 8. März 1967) ist ein spanischer Romanist.

## Leben
Er studierte an der Universidad Complutense, Université d’Ottawa (1992 M.A.) und University of California, Berkeley (1997 Ph.D.). Er lehrt Kultur des Mittelalters und der Frühen Neuzeit an der University of California, Santa Barbara (Assistant Professor 1997–2000; Associate Professor 2000–2006; Professor seit 2006).
Er ist ein korrespondierendes Mitglied der Reial Acadèmia de Bones Lletres de Barcelona und Gründer und Direktor der Zeitschriften eHumanista, Studia Iberica et Americana und Mirabilia Med Trans.

## Schriften (Auswahl)
- El acierto en el engaño y robador de su honra de Luis de Belmonte Bermúdez. Edición, introducción y notas. Pamplona 1998, ISBN 84-313-1630-6.
- La evolución genérica de la ficción sentimental. London 2001, ISBN 1-85566-071-7.